# Diecezja Lichinga
Diecezja Lichinga, łac. Dioecesis Lichingaensis – diecezja Kościoła rzymskokatolickiego w Mozambiku. Należy do metropolii Nampula. Została erygowana 21 lipca 1963.